# Plasnica
Plasnica (mazedonisch Пласницаⓘ; albanisch definit Pllasnica, indefinit Pllasnicë; türkisch Plasniça oder Plasnitsa) ist ein Dorf und Amtssitz der gleichnamigen Gemeinde in der Region Südwesten in Nordmazedonien.

## Geographie

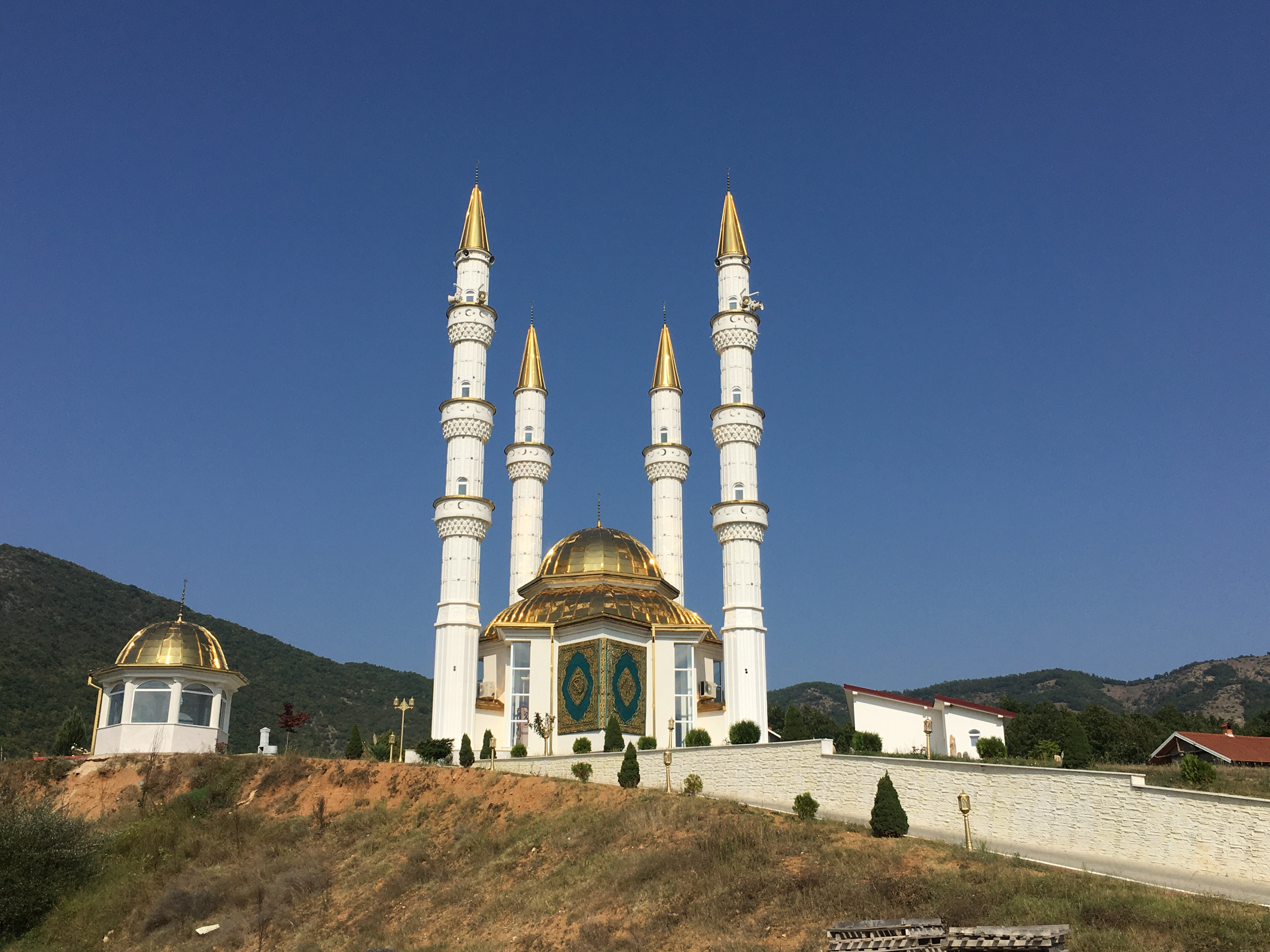
Die Goldene Moschee von Plasnica (2020)

Plasnica liegt in einem Tal zwischen den Städten Kičevo im Westen und Makedonski Brod im Osten.
Zur Gemeinde Plasnica gehören neben dem Hauptort noch die benachbarten Dörfer Dvorci, Lisičani und Preglovo. Die Siedlungsgebiete von Plasnica und Preglovo grenzen direkt aneinander, sie werden bloß von einem Bach getrennt.

## Bevölkerung
Bei der Volkszählung 2021 hatte der Ort Plasnica 2.115 Einwohner, hiervon bezeichneten sich 2.055 als Türken.